# Ai no Bōrei
Ai no Bōrei é um filme de drama japonês de 1978 dirigido e escrito por Nagisa Oshima. Foi selecionado como representante do Japão à edição do Oscar 1979, organizada pela Academia de Artes e Ciências Cinematográficas.

## Elenco
- Tatsuya Fuji - Toyoji
- Kazuko Yoshiyuki - Seki
- Takahiro Tamura - Gisaburo
- Takuzo Kawatani - Inspector Hotta
- Akyoshi Fujiwara
- Masami Hasegawa - Oshin
- Kenzo Kawarazaki
- Tatsuya Kimura
- Eizo Kitamura
- Akiko Koyama
- Osugi
- Sumie Sasaki - Odame
- Takaki Sugiura
- Taiji Tonoyama - Toichiro